# 朱平
朱平（1963年—），江苏扬州人，汉族，中华人民共和国政治人物、第十二届全国人民代表大会江苏地区代表。
毕业于中国石油大学油气井工程专业，加入中国共产党。担任江苏石油勘探局局长、中国石化江苏油田分公司经理。2008年起担任全国人大代表。2013年，被选为全国人大代表。